# Момберчелли
Момберчелли (итал. Mombercelli) — коммуна в Италии, располагается в регионе Пьемонт, в провинции Асти.
Население составляет 2336 человек (2008 г.), плотность населения составляет 165 чел./км². Занимает площадь 14 км². Почтовый индекс — 14047. Телефонный код — 0141.
Покровителем коммуны почитается  священномученик Власий Севастийский, празднование 3 февраля.

## Демография
Динамика населения:

## Города-побратимы
- Вильдье-сюр-Эндр, Франция

## Администрация коммуны
- Официальный сайт: http://www.comune.mombercelli.at.it/